# Mathias Bersohn

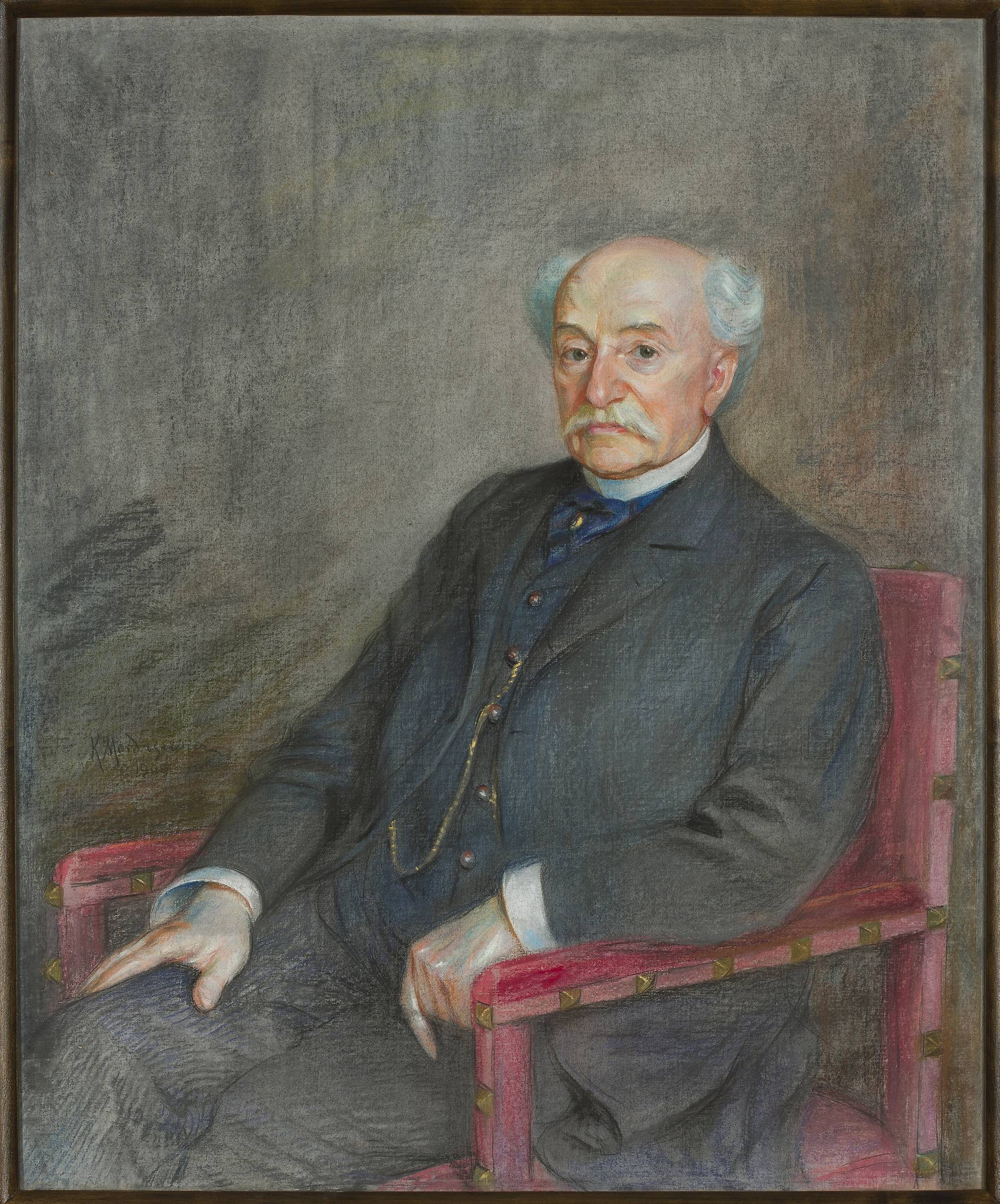
Mathias Bersohn, Porträt von Kazimierz Mordasewicz, 1909 (Nationalmuseum Warschau)

Mathias Bersohn (geboren am 4. Juni 1823 oder 1824 in Warschau; gestorben 19. November 1908 ebendort) war ein polnisch-jüdischer Industrieller, Bankier, Historiker und Kunstsammler.

## Biografie
Mathias Bersohn wuchs in einer observanten, aber an religiösen Reformen interessierten Warschauer Familie auf. Majer (Meir) Bersohn (1801–1873), sein Vater, war Inhaber einer Zuckerfabrik. Mathias Bersohns Lehrer war Abraham Meyer Goldschmidt, der spätere Oberrabbiner von Leipzig. Bersohn besuchte die Friedrich-Wilhelms-Universität zu Berlin. Er kehrte nach Warschau zurück, wo er nicht nur die väterliche Zuckerfabrik leitete, sondern auch eine Privatbank gründete.
1869 und 1871 wählte man Mathias Bersohn in den Vorstand der Warschauer Jüdischen Gemeinde. Er leitete das bereits von seinem Vater gegründete Bersohn-Bauman-Kinderkrankenhaus und organisierte Hilfsprojekte: Unterkünfte für arme jüdische Kinder und Suppenküchen. Daneben gehörte er zu den Unterstützern des Warszawski Szpital dla Dzieci.
Bereits als junger Mann begann Mathias Bersohn, Kunst zu sammeln, in späteren Lebensjahren sammelte er auch Judaica. Seine Sammlung polnischer Kunst hinterließ Bersohn den Nationalmuseen in Warschau und Krakau. Seine Judaica-Sammlung hinterließ Mathias Bersohn der Jüdischen Gemeinde Warschau; sie bildete den Grundstock für das 1904 eröffnete Jüdische Museum Warschau (Muzeum Starożytnosci Żydowskich im. Mathiasa Bersohna).
Sein Grabmal befindet sich auf dem Jüdischen Friedhof an der Okopowa-Straße in Warschau.

## Werk
Bersohn veröffentlichte die erste ethnographische Arbeit über Holzsynagogen in Polen-Litauen, von denen er eine Auswahl beschrieb und fotografierte (praktisch alle diese Bauwerke wurden im Ersten oder Zweiten Weltkrieg zerstört). Postum erschien 1910 Bersons Hauptwerk, ein Quellenband zur jüdischen Geschichte in Polen.

## Veröffentlichungen (Auswahl)
- Dyplomataryusz dotyczący żydów w dawnej Polsce na źródłach archiwalnych osnuty (1388–1782). Nicz, Warschau 1910. (Digitalisat)
- Słownik biograficzny uczonych Żydów polskich w XVI, XVII i XVIII w., 1905.